# (12519) Pullen
(12519) Pullen (1998 HH55) – planetoida z pasa głównego asteroid okrążająca Słońce w ciągu 3,64 lat w średniej odległości 2,36 j.a. Odkryta 21 kwietnia 1998 roku.